# Powiat Dorog
Powiat Dorog (węg. Dorogi kistérség) – jeden z siedmiu powiatów komitatu Komárom-Esztergom na Węgrzech. Siedzibą władz jest miasto Dorog.

## Miejscowości powiatu Dorog
- Annavölgy
- Bajna
- Csolnok
- Dág
- Dorog
- Epöl
- Kesztölc
- Leányvár
- Máriahalom
- Nagysáp
- Piliscsév
- Sárisáp
- Tokod
- Tokodaltáró
- Úny